# Acantholimon diversifolium
Acantholimon diversifolium är en triftväxtart som beskrevs av Otto Karl Anton Schwarz och F.Mey. Acantholimon diversifolium ingår i släktet Acantholimon och familjen triftväxter. Inga underarter finns listade i Catalogue of Life.